# 格勒纳勒路

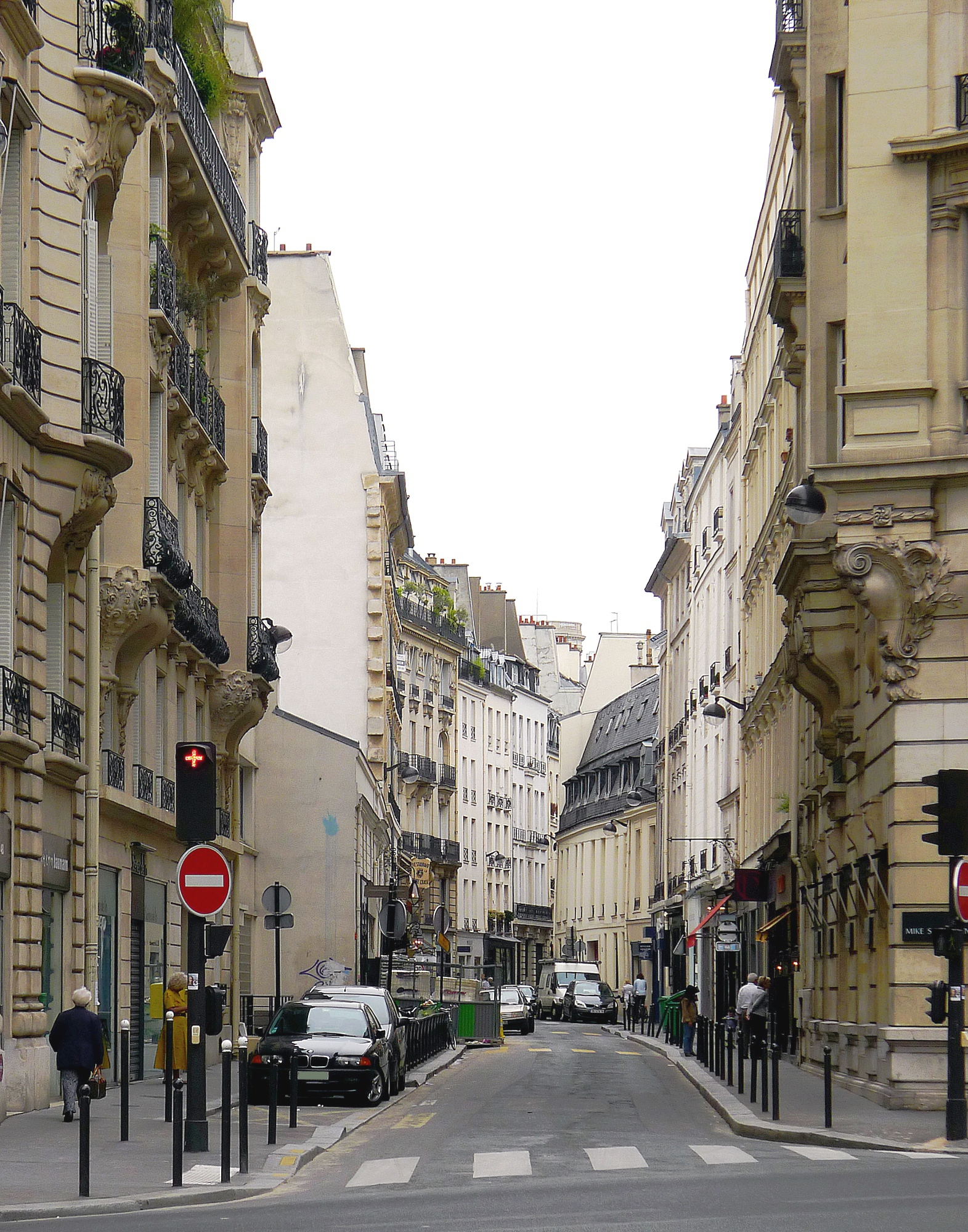

格勒纳勒路（法語：Rue de Grenelle）是巴黎的一条东西向道路，隶属于巴黎第六区和巴黎第七区。它全长2250米，宽10-12米。其东端（1-7号和2-10号）伸入巴黎第六区，始于rue du Dragon44号和米歇爾·德勃雷廣場。进入巴黎第七区后一路西行，经过荣军院北侧的荣军院广场，最后止于战神广场东侧的avenue de La Bourdonnais83号。

## 名称
格勒纳勒路得名于其通往的原郊外村落格勒纳勒，现在属于巴黎十五区。 

## 历史
格勒纳勒路开辟于14世纪，最初名为“chemin Neuf”。

## 建筑

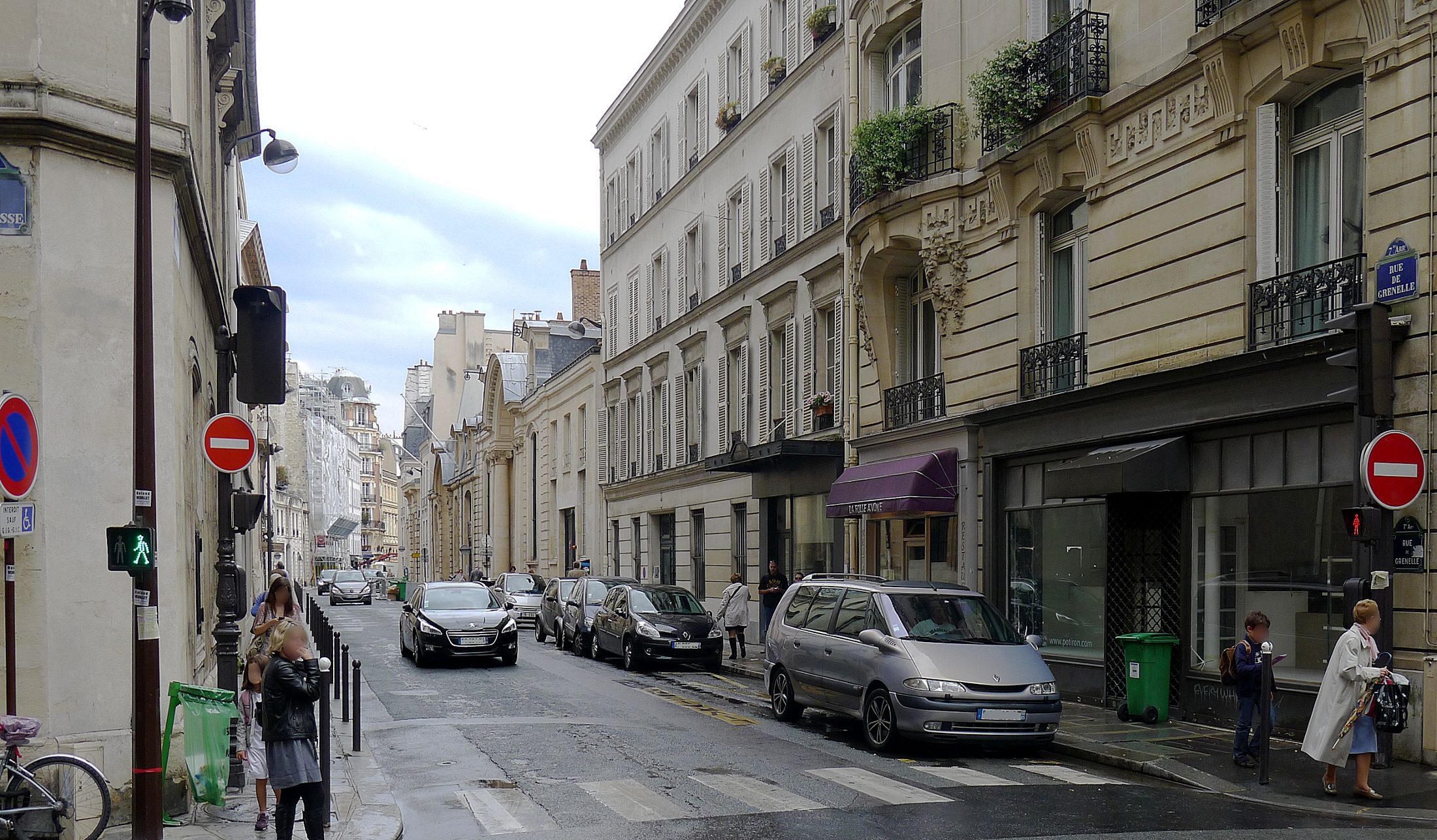
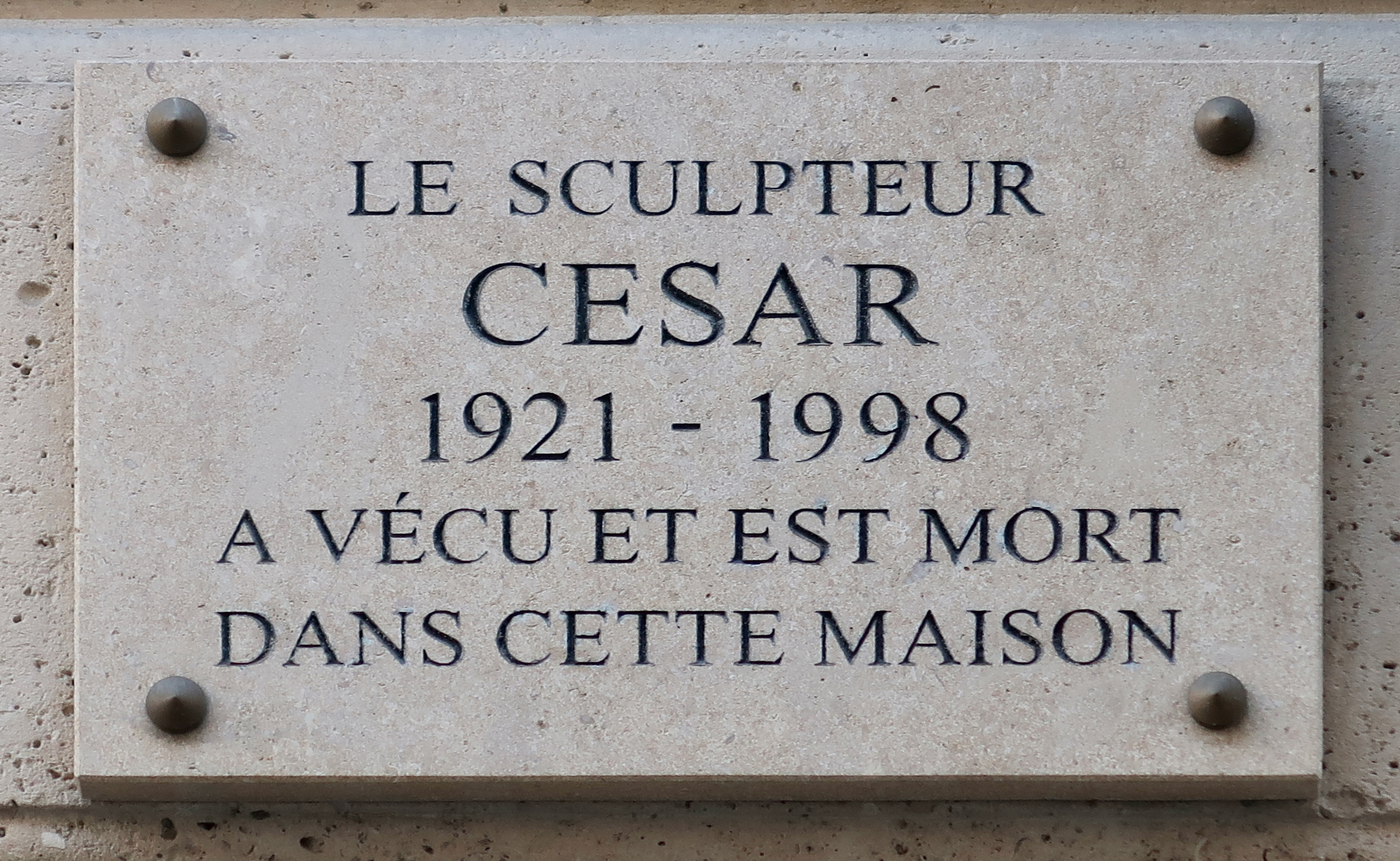
9号
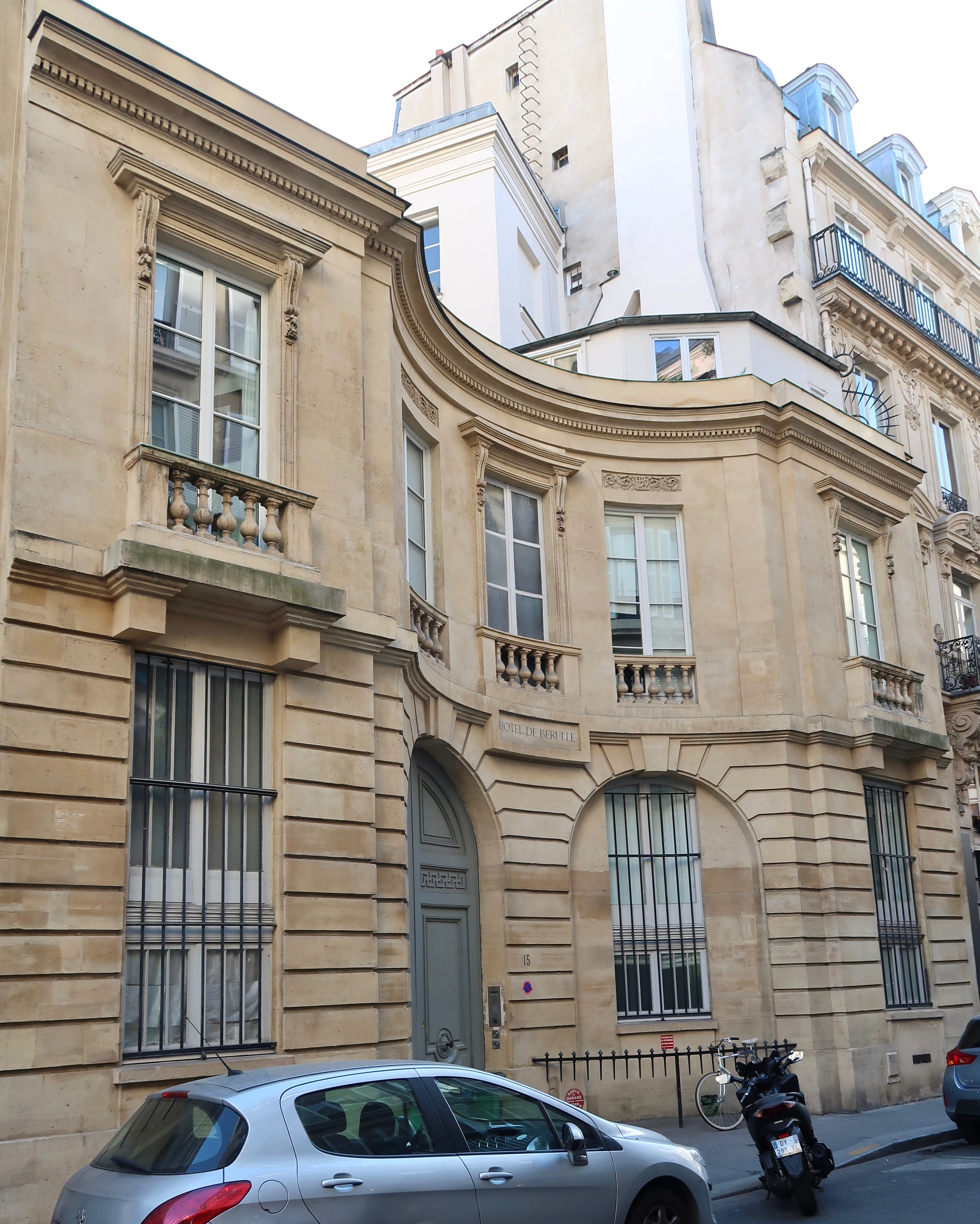
15号
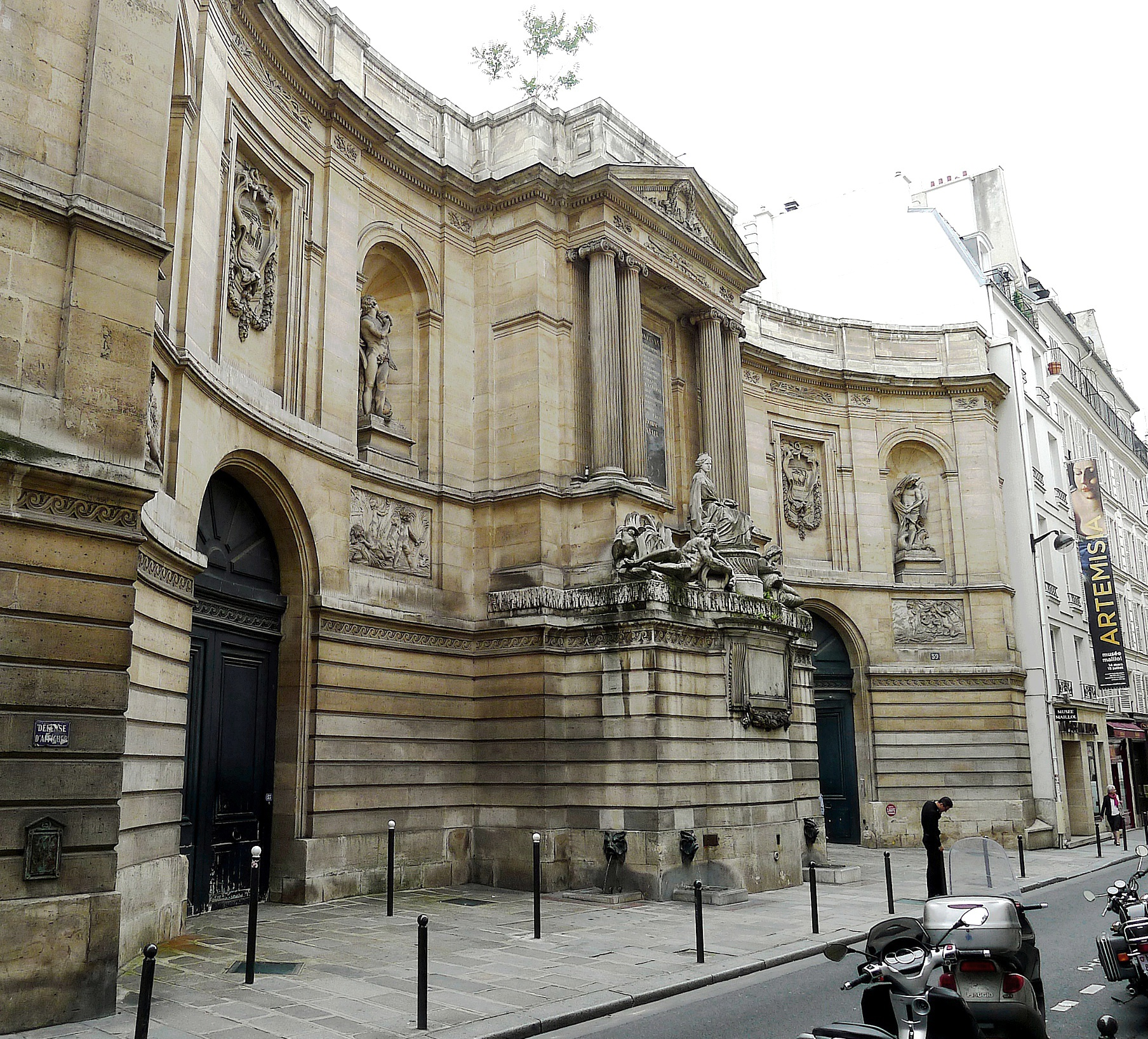
Fontaine des Quatre-Saisons
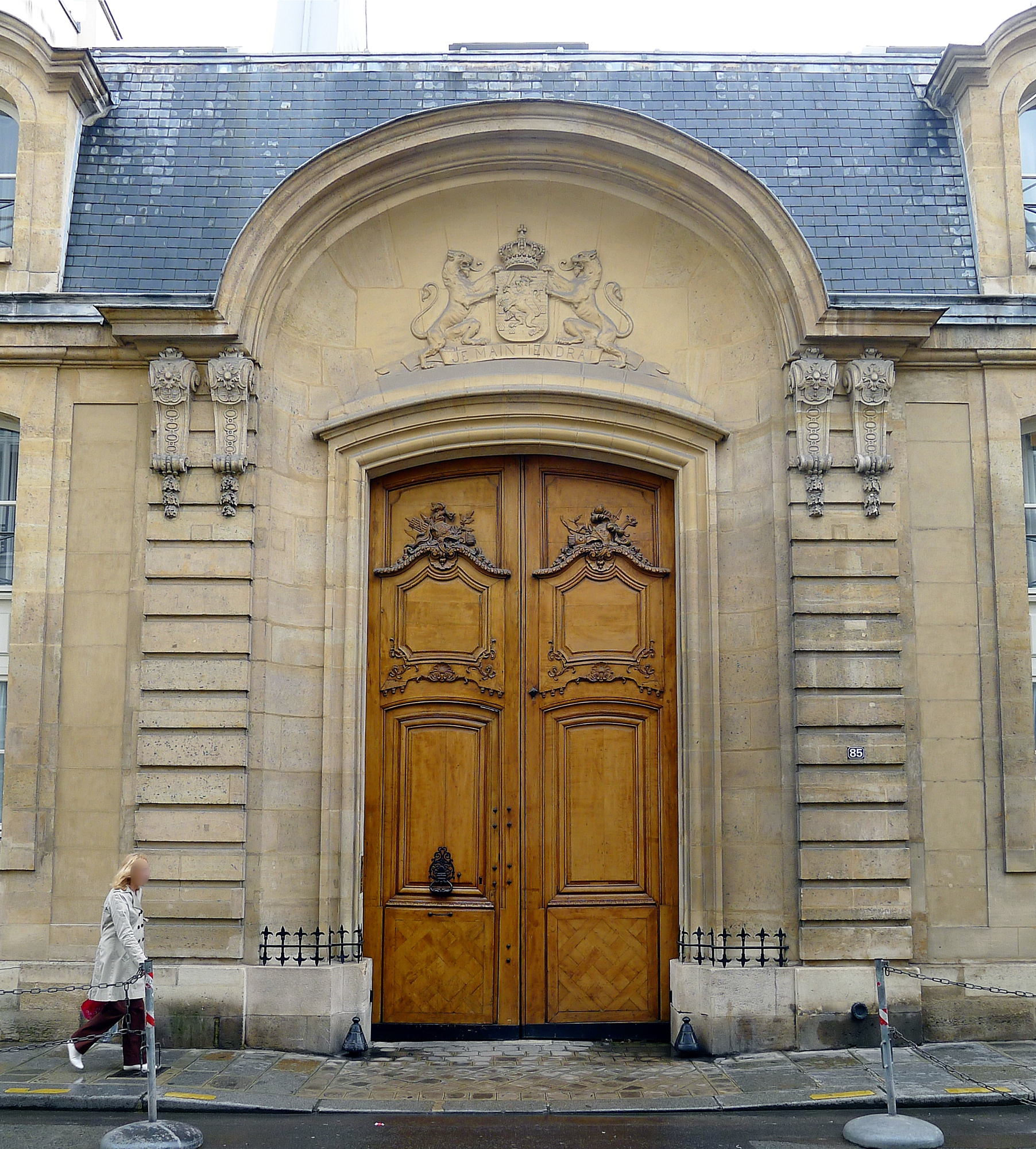
85号
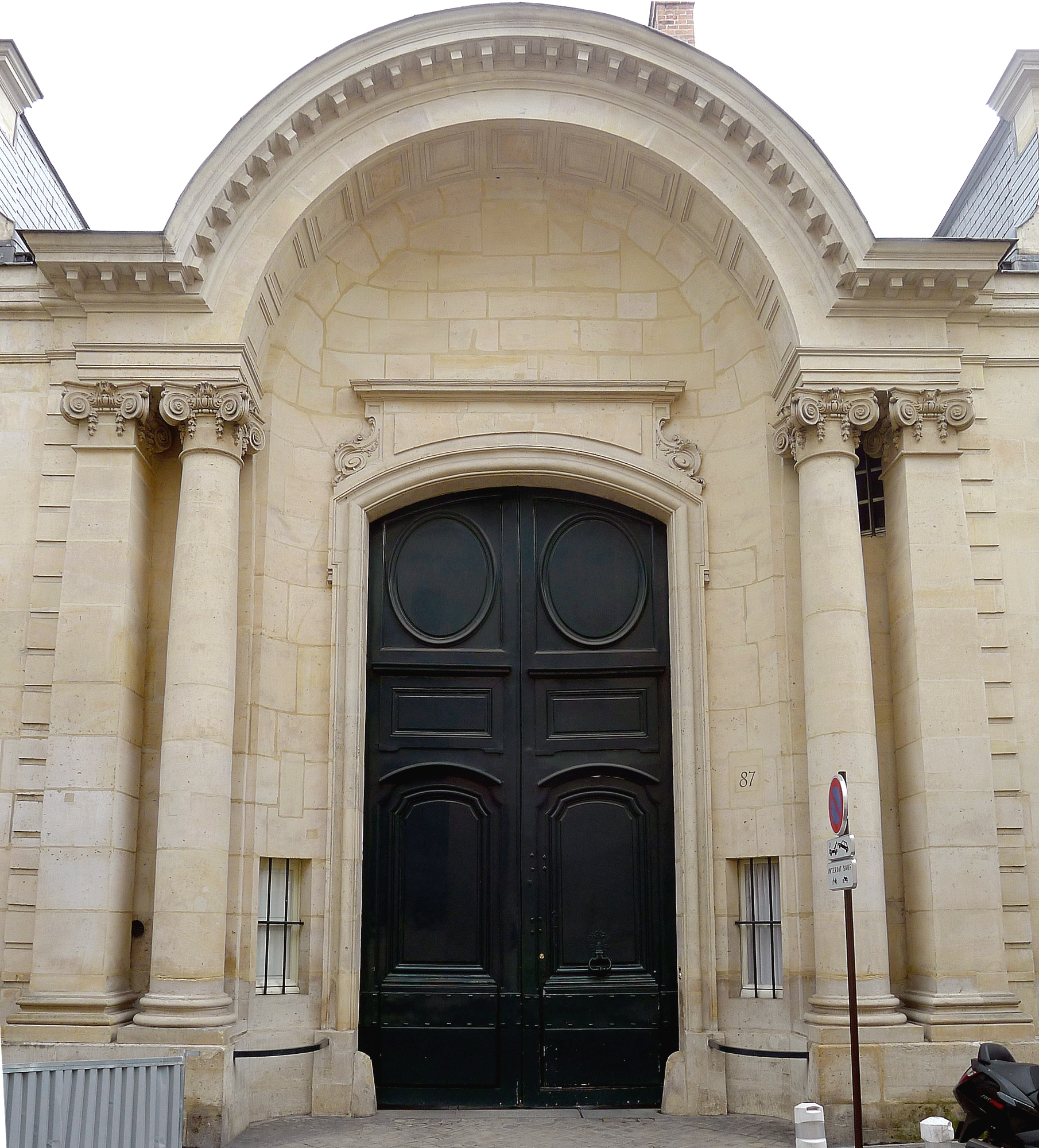
87号
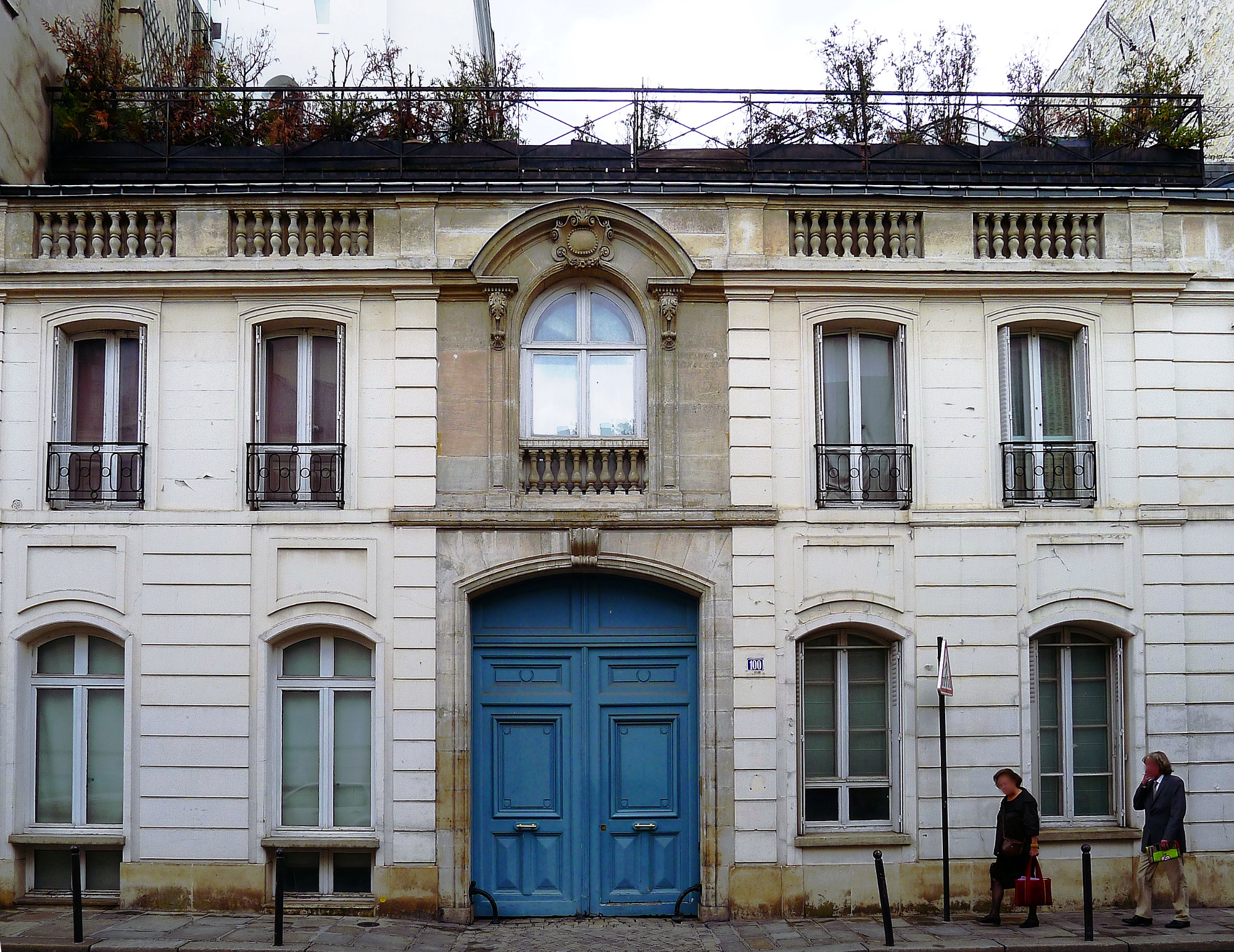
100号
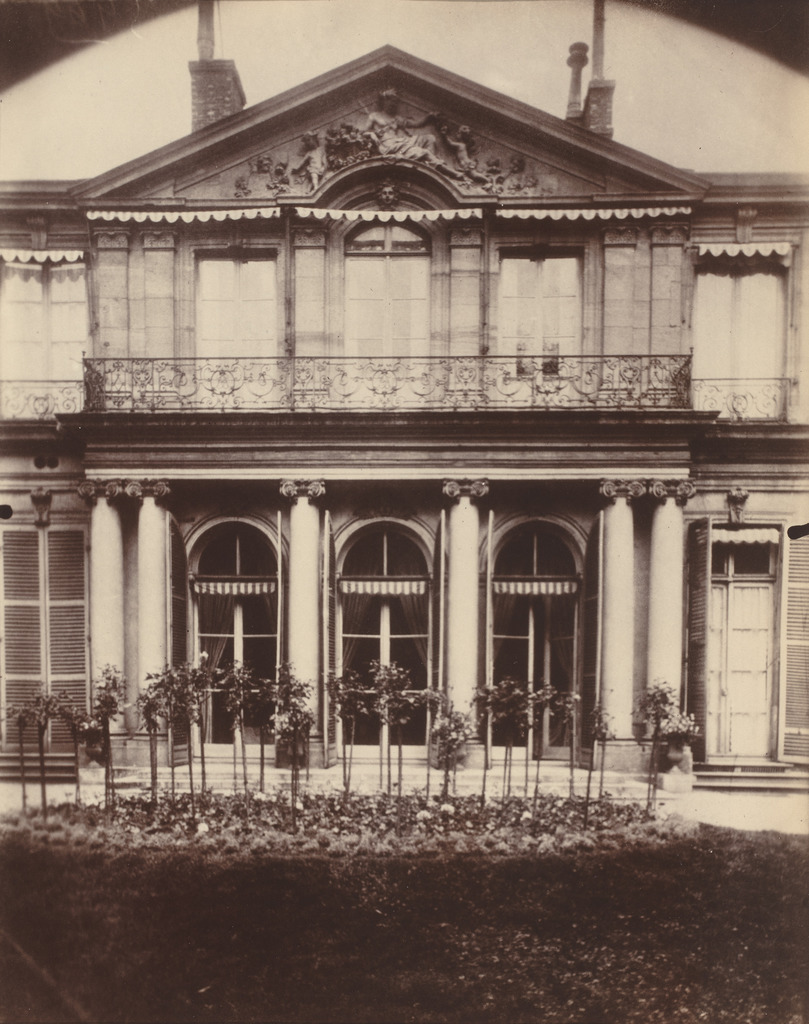
101号
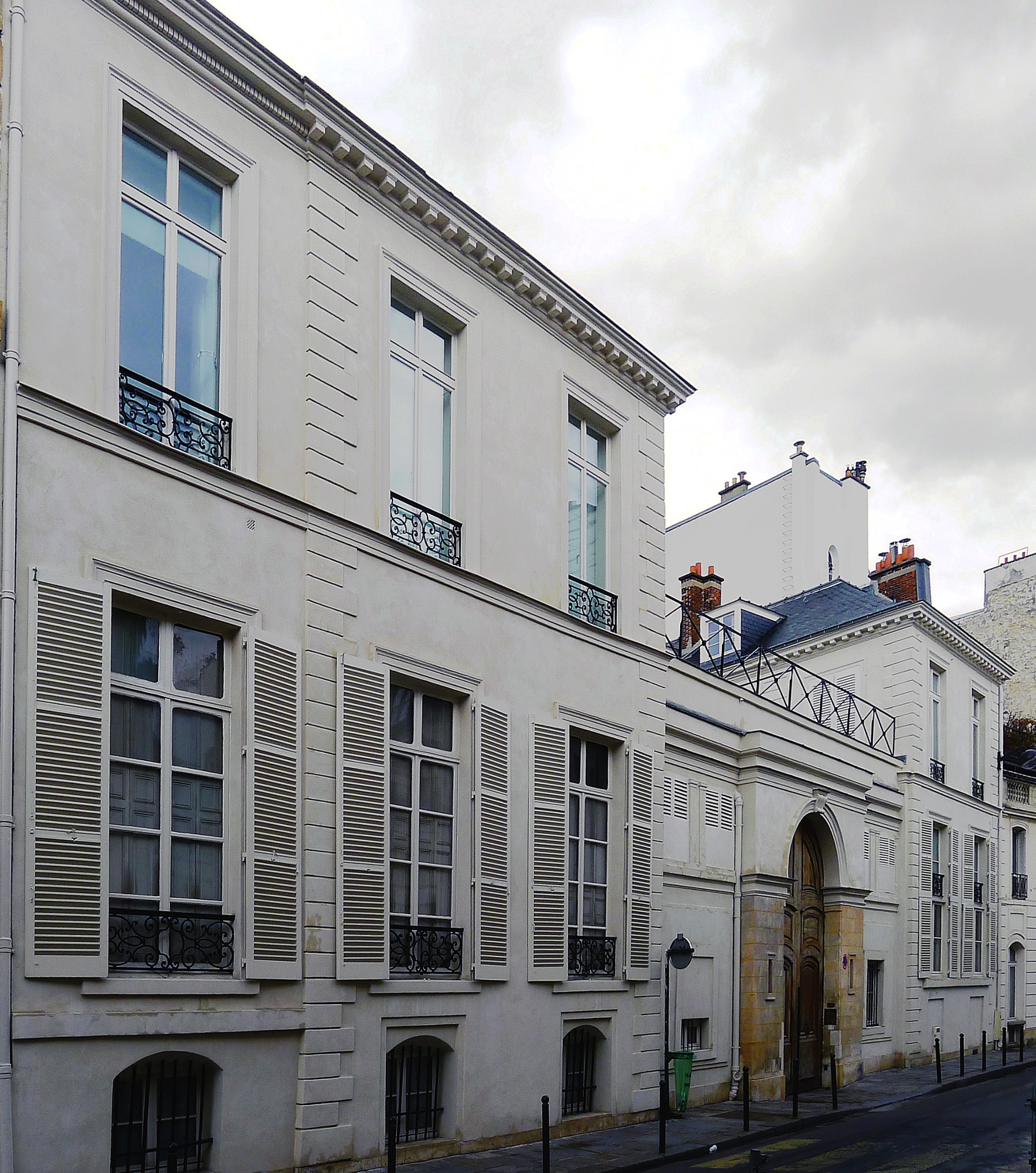
102号
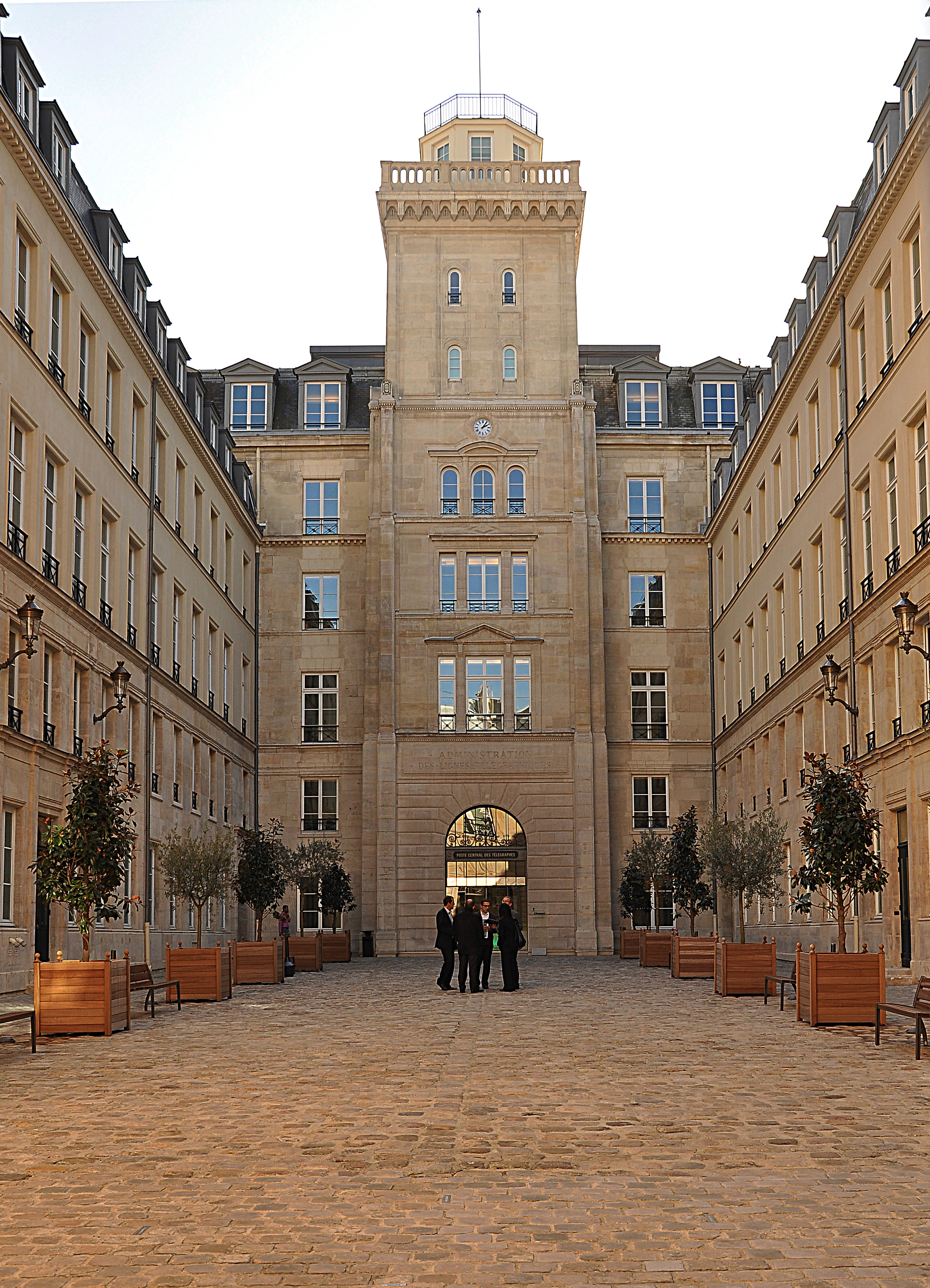
103号
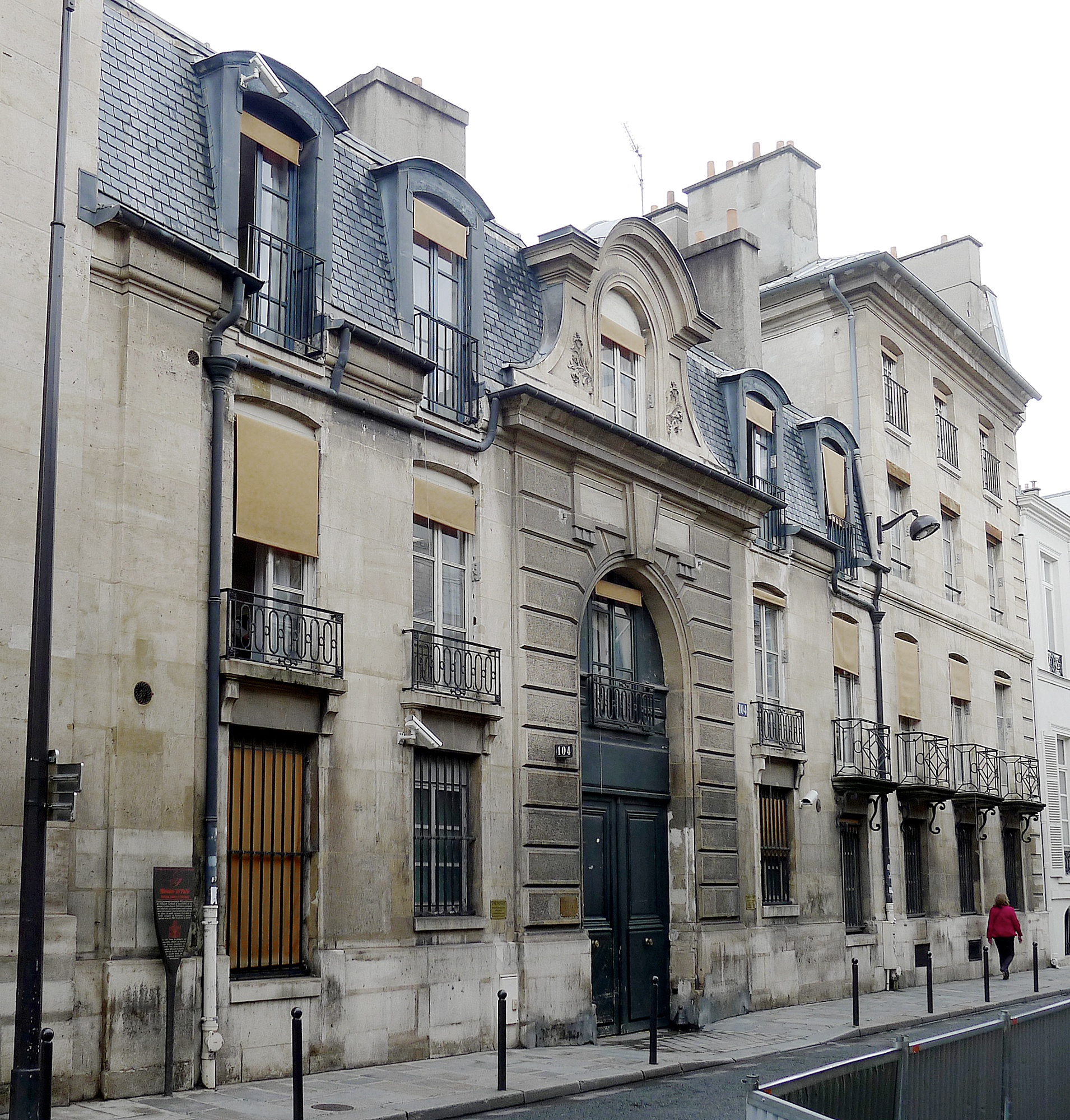
104号
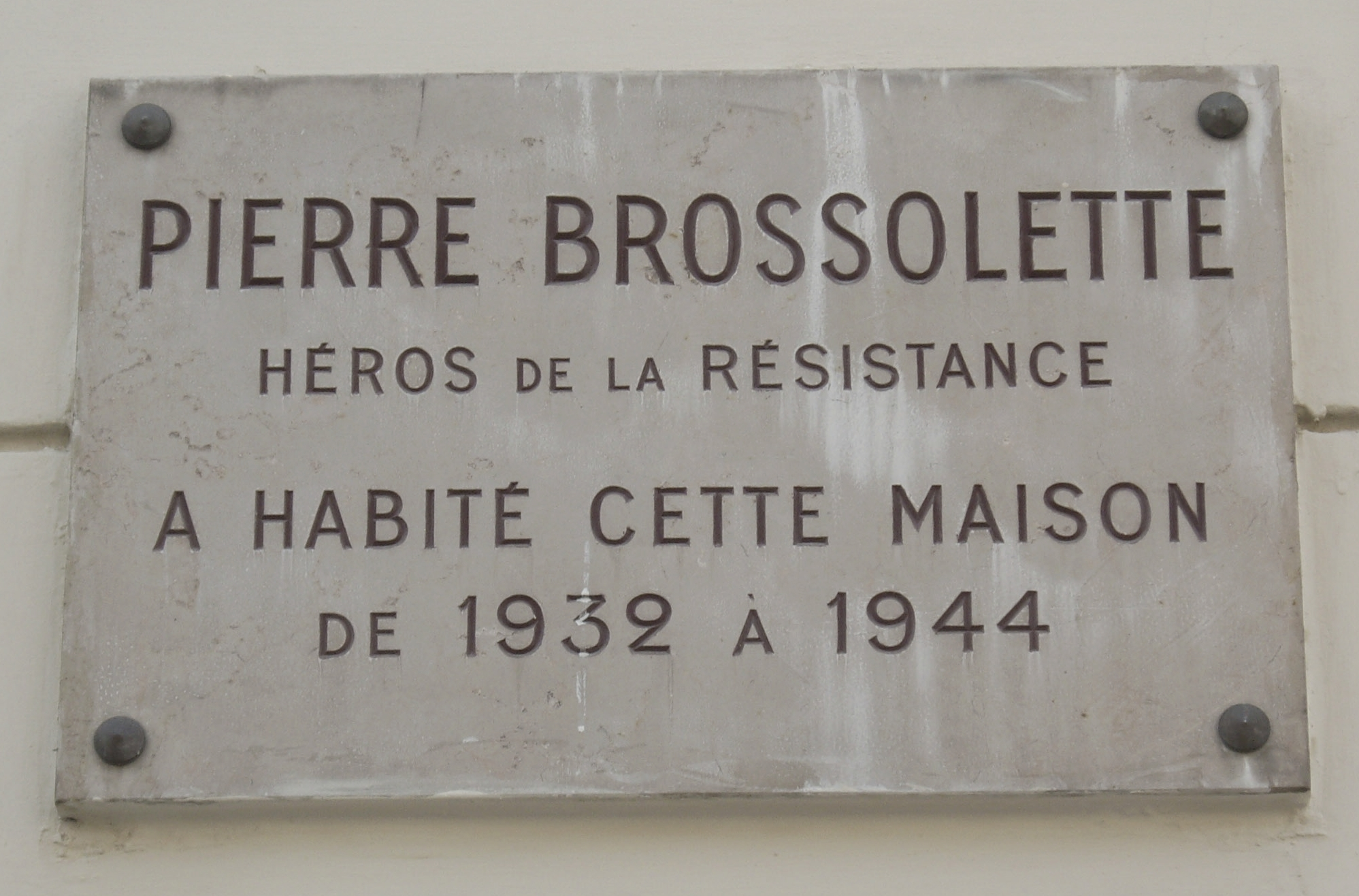
123号
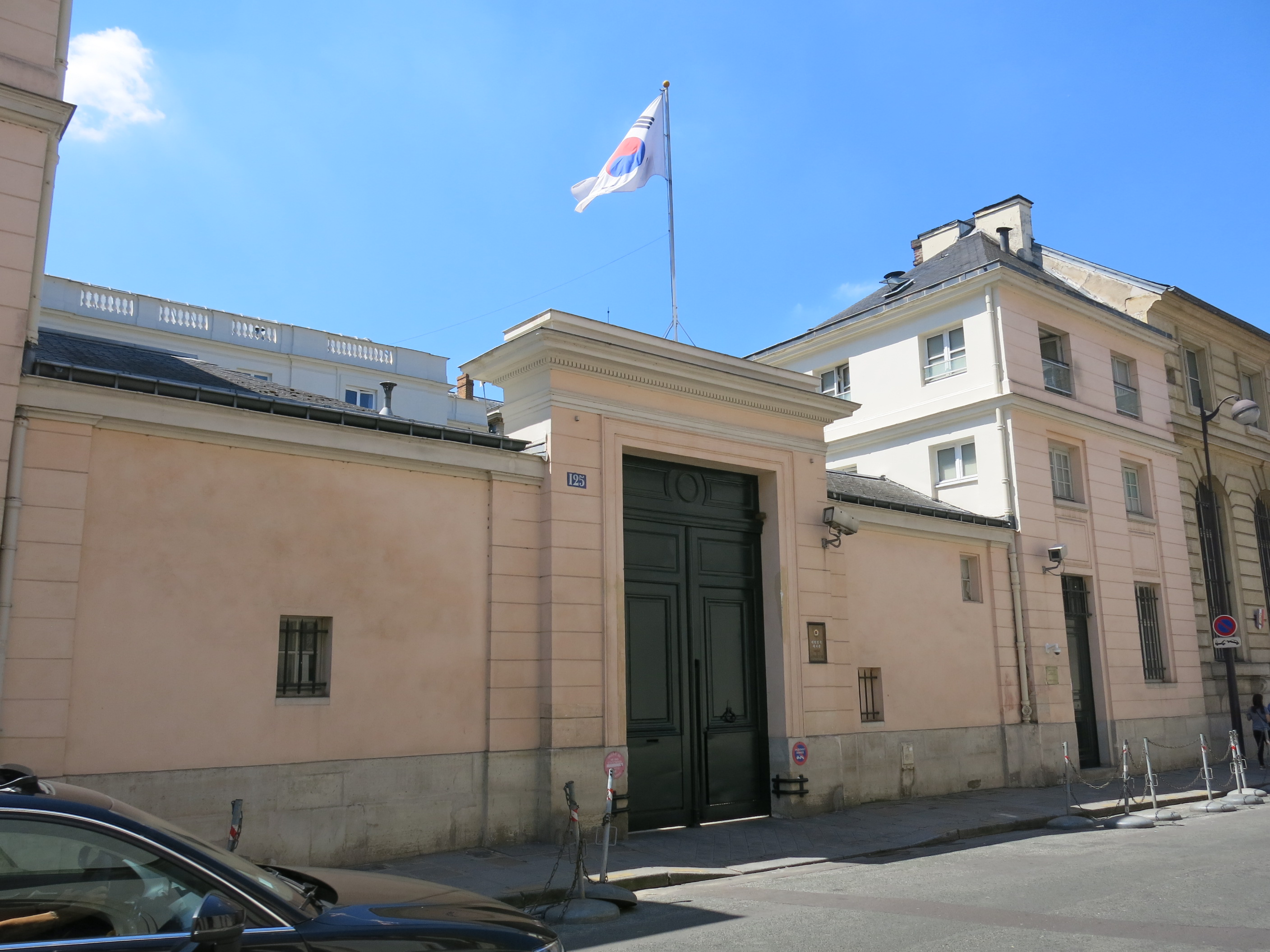
125号
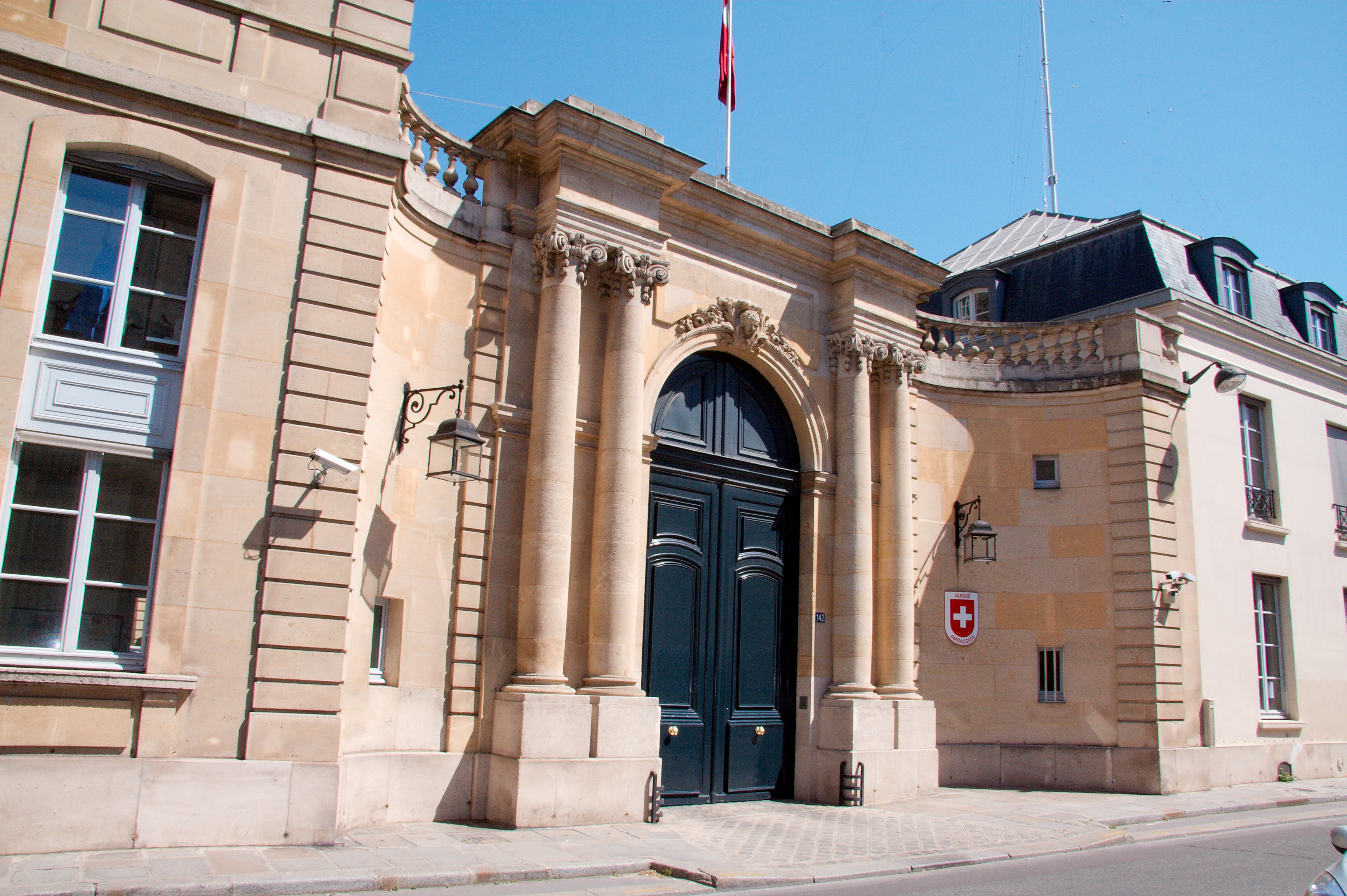
142号
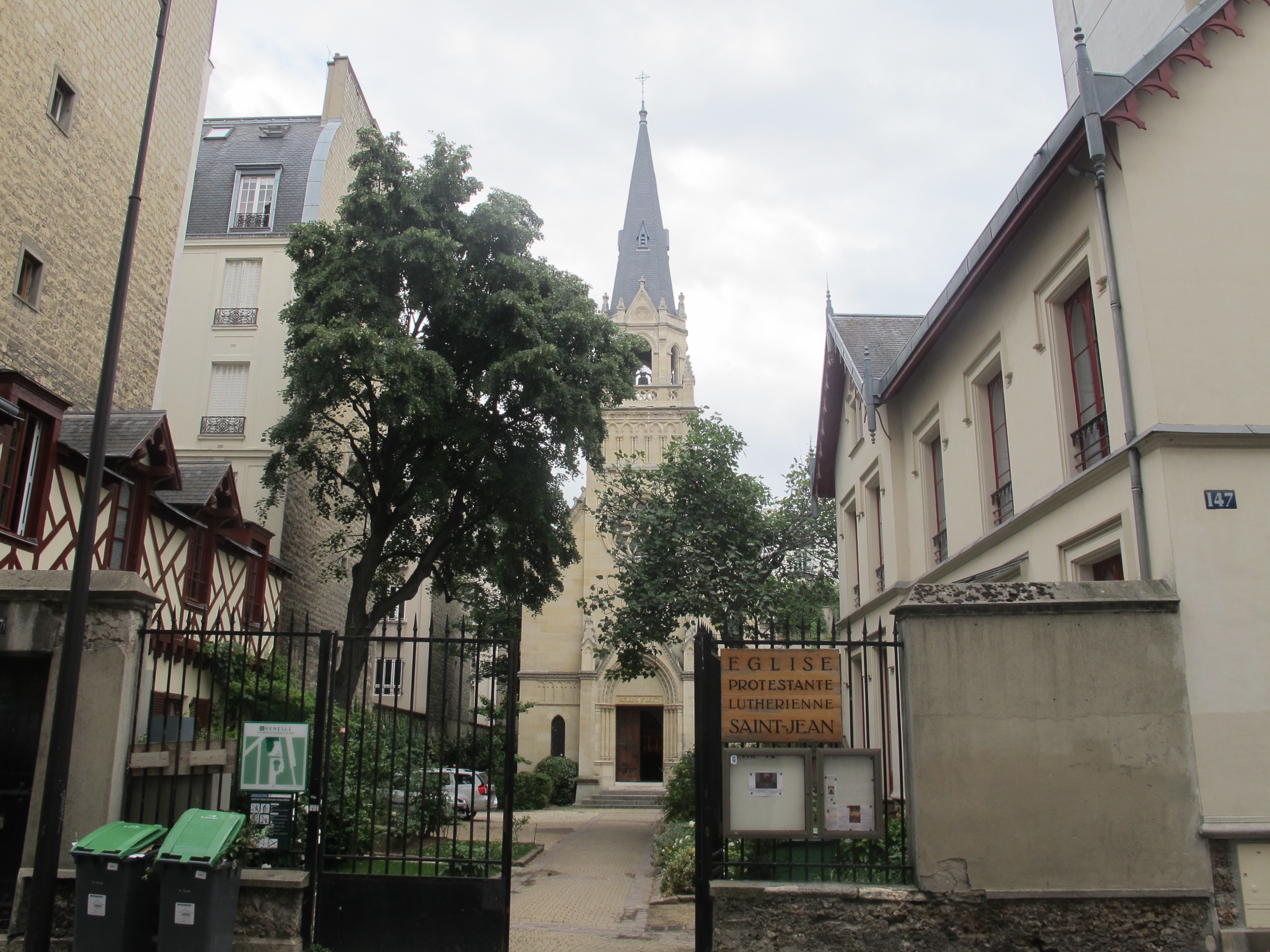
147号